# Pterotaea eureka
Pterotaea eureka är en fjärilsart som beskrevs av Grossbeck 1912. Pterotaea eureka ingår i släktet Pterotaea och familjen mätare. Inga underarter finns listade.